# Changhong
Changhong (Sichuan Changhong Electric Co.) —  китайская компания, производитель бытовой техники. Базируется в Мяньяне (Китай), а также в Чжуншань, Наньтун, Чанчунь (Китай), имеет R&D центры в Шанхае, Шэньчжэнь (Китай), «Кремниевой долине» (Америка), Японии. 
Компания была создана правительством Китая в 1958 г. для производства электроники и техники, которая будет использоваться в военных целях, далее задачи были расширены до разработки и производства всего спектра бытовой техники высокого качества для внутреннего рынка страны.
Количество сотрудников компании насчитывает более 32 тыс. человек во всем мире.
Это второй по величине производитель телевизоров в Китае; в 2004 году 90 % телевизоров, которые были экспортированы из Китая в Соединённые Штаты, были телевизоры, которые произвела компания Changhong, что делает эту компанию самым крупным экспортером телевизоров в Китае.
Компания также имеет дочернюю компанию A’hong , которая занимается производством мобильных телефонов, и имеет самую большую единую конвейерную линию по их производству и сборке (линия с полным циклом производства) в мире. Эта линия производит телефоны для крупных компаний таких как Samsung, и конечно же телефоны под собственной маркой Changhong (также известны как a’hong и g’hong).
В 2010 году был разработан и произведен[кто?] как для внутреннего рынка так и для экспорта.
Представлена в странах: Америка, Австралия, страны Европы, Азии (около 90 стран)
Партнеры: Toshiba, Sanyo, GE, Microsoft, TI, Samsung, LG, Philips и другие.